# ダンディ・サタデー&サンデー
和沙哲郎のダンディ・サタデー&サンデー（わさてつろう-）は、大阪・ABCラジオ（朝日放送）で2007年4月から2010年6月まで、年度下半期を中心に土曜日および日曜日に放送されていたラジオ番組である。土曜日の放送はダンディ・サタデー、日曜日の放送はダンディ・サンデーの番組名称となる。
この番組は2007年度には夕方に放送され、「ABCフレッシュアップベースボール」（デーゲーム中継時）のフィラー番組と位置づけられた。2008年度には放送時間を夜に移した。
2007年度はナイターシーズンのみの放送だったが、2008年度以降はナイターオフシーズンにも放送された。

## 概要
ダンディ・エクスプレス月曜日・火曜日の流れを受け継ぎ、音楽やトークで構成される。音楽コーナーは洋楽が中心。また2007年度にはGI（JpnI）の競馬中継がABCフレッシュアップベースボールと重複する場合、野球を優先するため、当番組で結果・録音ダイジェストを放送することもあった。

### 番組構成
2007年度
- 「和沙哲郎のヒット!!ヒーット!!」（前半）、「和沙哲郎のこだわりボックス」（後半）

毎回あるテーマに沿って洋楽を中心とした音楽をかける
- 「夕刊ダンディー」

土曜日は夕刊が発行されるので、その日の夕刊の中から注目される記事を和沙が紹介する。日曜と祝日は夕刊がないのでその日のニュースから注目される内容を取り上げる。（先述したように、競馬GIと野球デーゲームが重複した場合、競馬録音ダイジェストを放送するため、この場合割愛）
2008年度ナイターシーズン中
- 音楽コーナーは原則的に上述の前年に同じ
- ABC新社屋移転に伴う企画（2008年度6月まで）
  - 土曜日　「スカイの"ROAD to 中之島"」（中之島音楽特区=ミュージックパラダイス　6月28-30日に「新・ABCホール」で開催するイベントに出場する予定の歌手・音楽家の作品を紹介する）
  - 日曜日　「ダブルダッチの中之島情報局」（ABCのラジオ番組出演者へのインタビューや、新社屋のある「水都大阪αプロジェクト」、またその街開きや新社屋移転のイベントについて取り上げる）

2008年度ナイターオフシーズン以後
- 番組の中盤に「和沙哲郎のザ・スペシャルヒーット!!」のコーナーが出来た。これは前述の1年半に放送したテーマ特集を踏襲したもので、あるアーティストを毎週1組ずつ取り上げてその曲を集中して放送する。2009年度は毎月1回程度、ザ・ビートルズのアルバム特集を送る。また、2009年度ナイターシーズン中の6月までの土曜21時台は「ダンディーシアター」というコーナーもあった。
- それ以外の特定のコーナーはない。

## 放送時間
2007年度
- ナイター中継のない土曜日・日曜日18:00-19:00。
  - ナイター中継時は休止（2007年度のみ、土曜・日曜ともナイター中継は全シーズンを通して、阪神戦がナイターで開催される場合のみの不定期の特番放送扱いだった）。
  - デーゲーム中継が延長した場合は時間短縮または休止の可能性もあり。

2008年4月-9月
- 土曜日・日曜日20:30-22:00。
  - ナイター中継時は中継終了後（早く終わった場合は21時5分）から放送。ナイター中継が延長した場合は休止の可能性もあり。また、阪神戦デーゲームであっても試合開始時間の都合などで土曜日19時、日曜日18時以後に試合が終わった場合は、20時30分までの定時番組をそのままスライドして放送することにしており、この番組が時間短縮となるケースもあった。
  - なおこの年からナイター中継は4-6月は従来通り阪神戦ナイター開催日のみの不定期放送であったが、7-9月は阪神戦の試合開始時間に関係なくナイターは定時番組扱いに変更されている。ただし、阪神戦がデーゲームの場合はナイターは21時までで打ち切ったのでその場合は21時5分から放送した。

2008年10月-2009年3月
- 土曜日・日曜日20:00-21:00

2009年4月-6月
- 土曜日20:00-22:00
- 日曜日20:00-21:30
  - ナイター時は中継終了後（早く終わった場合は21時5分）から放送。ナイター中継が延長した場合は休止の可能性もあり。

2009年7月-9月
- 土曜日・日曜日21:05-22:00
  - ナイター時は中継終了後（早く終わった場合は21時5分）から放送。ナイター中継が延長した場合は休止の可能性もあり。

2009年10月-2010年3月
- 土曜日・日曜日20:00-20:55

2010年4月-2010年6月
- 土曜日・日曜日20:00-21:00
  - ナイター中継実施日休止

2010年7月-2010年9月
- ナイター中継をほぼ毎週放送するため休止（予め試合が組まれていない日も原則として文化放送発の「センパツ!スペシャル」を放送する）

## 出演者
2009年7月以降、和沙哲郎（朝日放送アナウンサー）の単独DJ体制となっている。番組開始から2009年6月までは、和沙と赤崎加林の2人が番組を進行していた。

## 関連番組
- ダンディ・エクスプレス
- ABCフレッシュアップベースボール
- ABCフレッシュアップJAM